# 公子角
公子角（?—?），春秋时代齐国的公子，父亲是齐顷公。前574年，齊國大夫慶克穿着妇人的衣服坐着辇车进入宫中，和齐灵公的母亲声孟子私通，而被鲍牵看见，告诉了国佐（国武子）。国佐责备了庆克。庆克在家中久不出，告诉声孟子，国佐责备了他。齐灵公会盟时，声孟子说留守临淄的高无咎、鲍牵不接纳归国的国君，要另立公子角。齐灵公砍掉鲍牵的双脚、驱逐高无咎。高无咎之子高弱在卢城造反，齐灵公派庆克、崔杼去平叛。国佐从郑国回来，到卢城前线，杀死庆克，高弱随后投降。